# Jan Kowalczyk
Jan Kowalczyk (18. prosince 1941, Drogomyśl – 24. února 2020, Varšava) byl polský jezdec na koni, který dosahoval největších úspěchů v parkuru. Právě v této disciplíně se stal olympijským vítězem na hrách v Moskvě roku 1980. Na stejné olympiádě bral též stříbro z jezdecké soutěže družstev. Zúčastnil se i olympiády v Mexiku roku 1968 (11. místo v družstvech) a v Mnichově roku 1972 (12. místo v družstvech). Sedmnáctkrát vyhrál polský šampionát, z toho 15krát v parkurovém skákání. Původně byl horníkem, později se stal vojákem z povolání, proto na moskevské olympiádě jezdil ve vojenské uniformě a ne v předpisovém fraku, což bylo tehdy povoleno. Později vyšlo najevo, že si Kowalczyk uniformu oblékl proto, aby uklidnil svého koně Artemora, který se v neznámém prostředí začal vzpouzet - uniformu museli narychlo poslat z Varšavy. Nebyla to jediná komplikace - v Moskvě triumfoval, přestože několik týdnů předtím spadl z koně a zlomil si klíční kost. Obdržel vyznamenání Řád znovuzrozeného Polska.